# 麻浦站
麻浦站（：／ Mapo yeok */?）是首都圈電鐵5號線沿線的一座地下車站，位於韓國首爾特別市麻浦區桃花洞。

## 車站構造
站體為1面2線島式月台的地下車站，月台層位於地下5樓，裝設有月台幕門，並有4處出口。

### 月台配置
| 汝矣渡口 ↑ |
| 下 上 \|   |
| ↓ 孔德     |

| 月台 | 路線             | 目的地                                     |
| ---- | ---------------- | ------------------------------------------ |
| 下行 | ●首都圈電鐵5號線 | 孔德、踏十里、上一洞、河南黔丹山、馬川方向 |
| 上行 | ●首都圈電鐵5號線 | 汝矣島、新吉、傍花方向                     |

## 歷史
- 1996年12月30日：落成啟用。

## 車站周邊
- 麻浦大橋
- 一心醫院
- 佛教廣播
- 首爾地方警察廳機動搜查隊
- 最佳西方精品首爾花園酒店

## 圖片

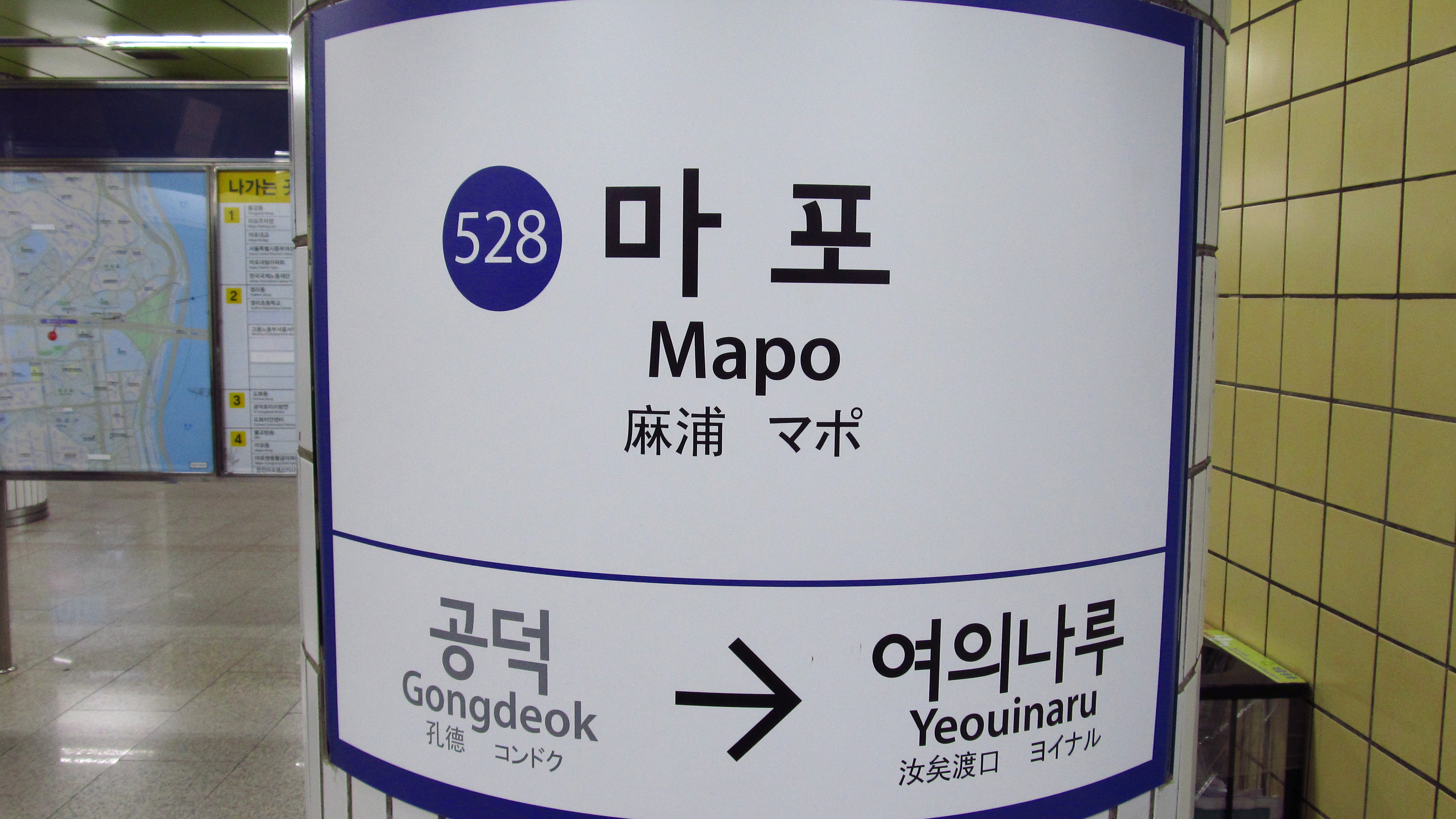
站名牌
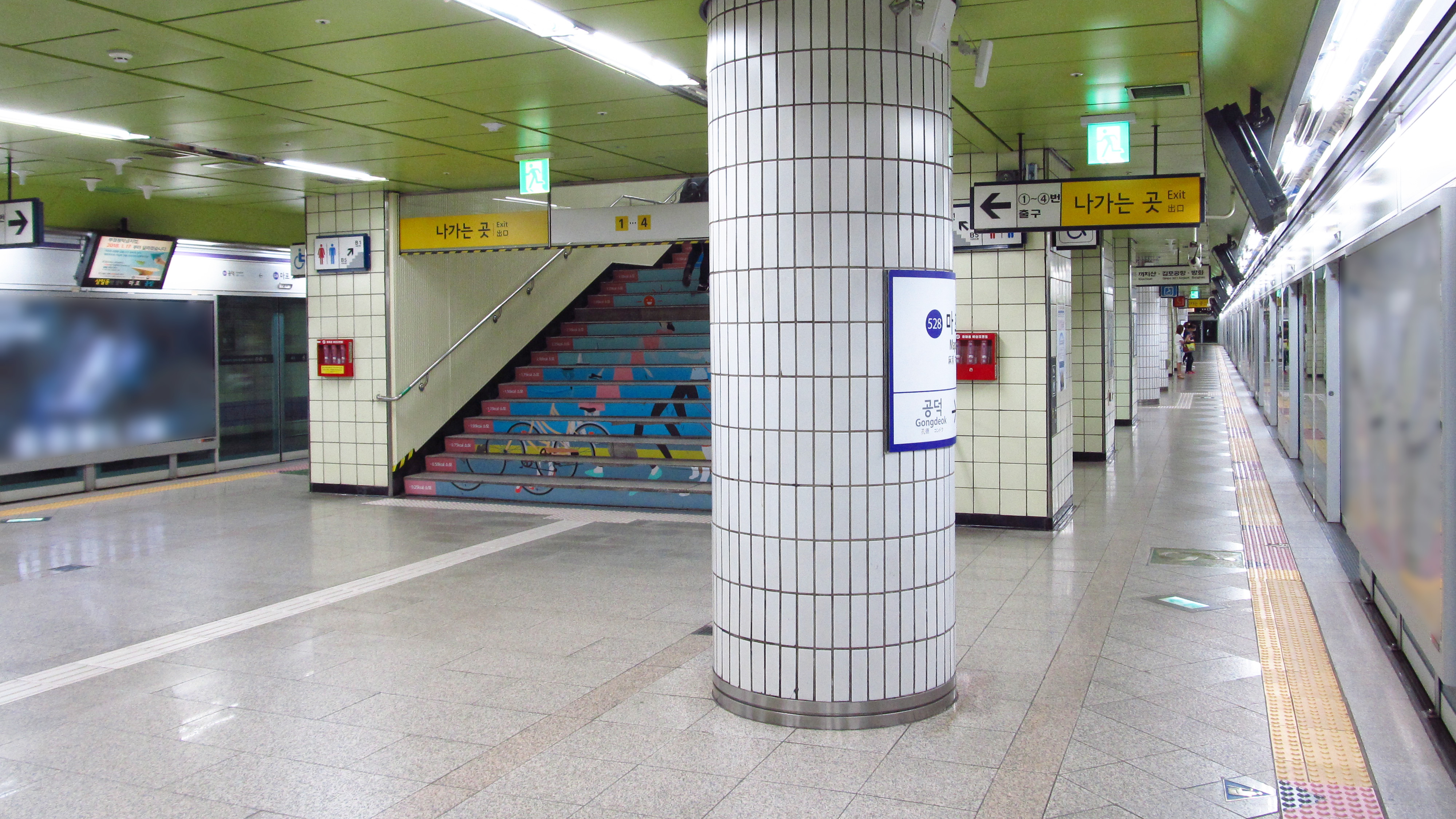
候車月台
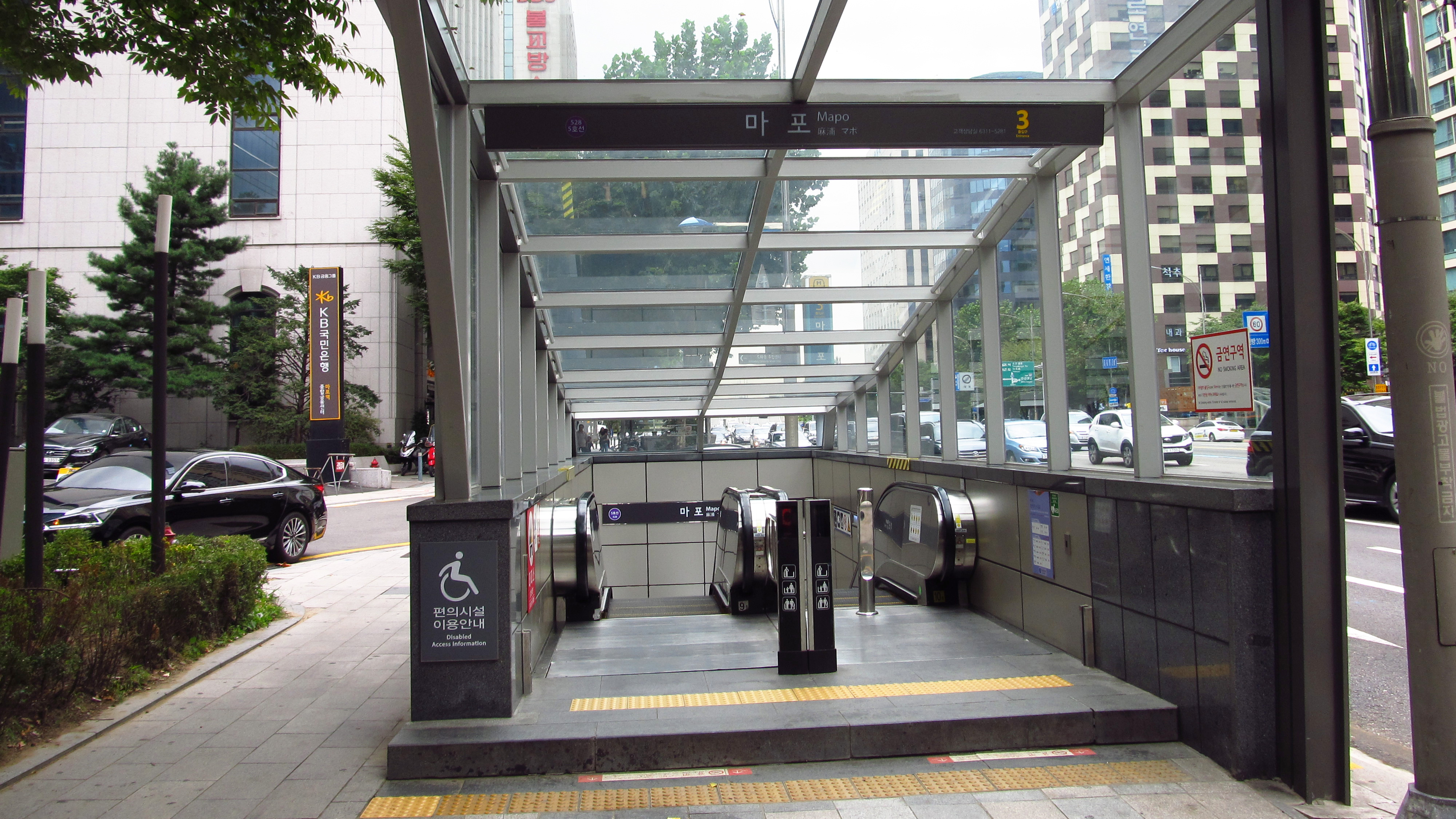
3號出口

## 相鄰車站
首爾交通公社
●首都圈電鐵5號線
汝矣渡口（527）－麻浦（528）－孔德（529）